# Sandbybadet
Sandbybadet är en bebyggelse öster om Sandby i Högby socken i  Borgholms kommun. Bebyggelse klassades av SCB 2020 som en småort.